# Jonathan Edwards (Prediger)

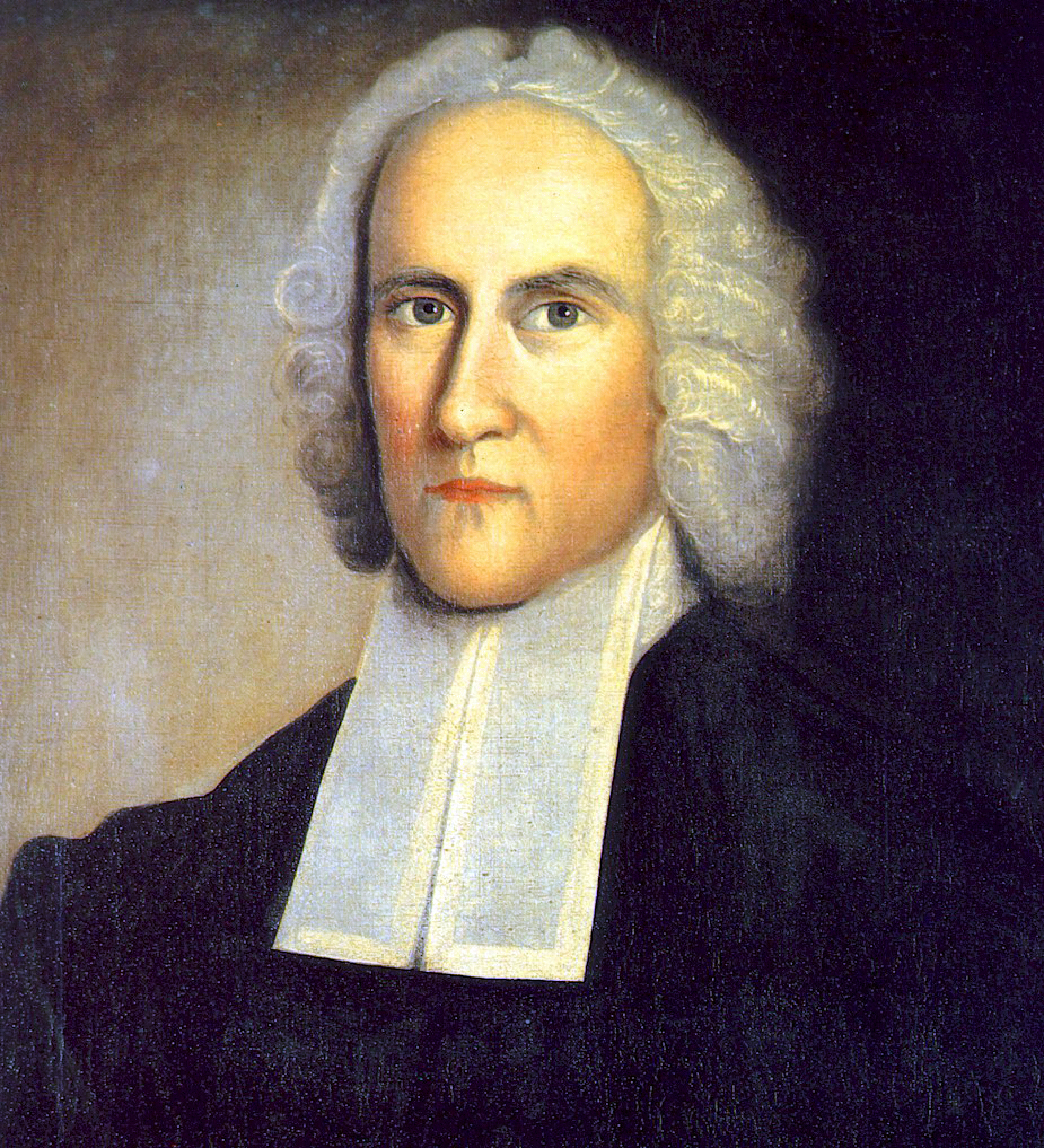
Jonathan Edwards

Jonathan Edwards (* 5. Oktober 1703 in East Windsor, Kolonie Connecticut; † 22. März 1758 in Princeton, Provinz New Jersey) war ein britischer kongregationalistischer Prediger, Missionar und eine wichtige Persönlichkeit in der Erweckungsbewegung des First Great Awakening.

## Familie und Verwandtschaft

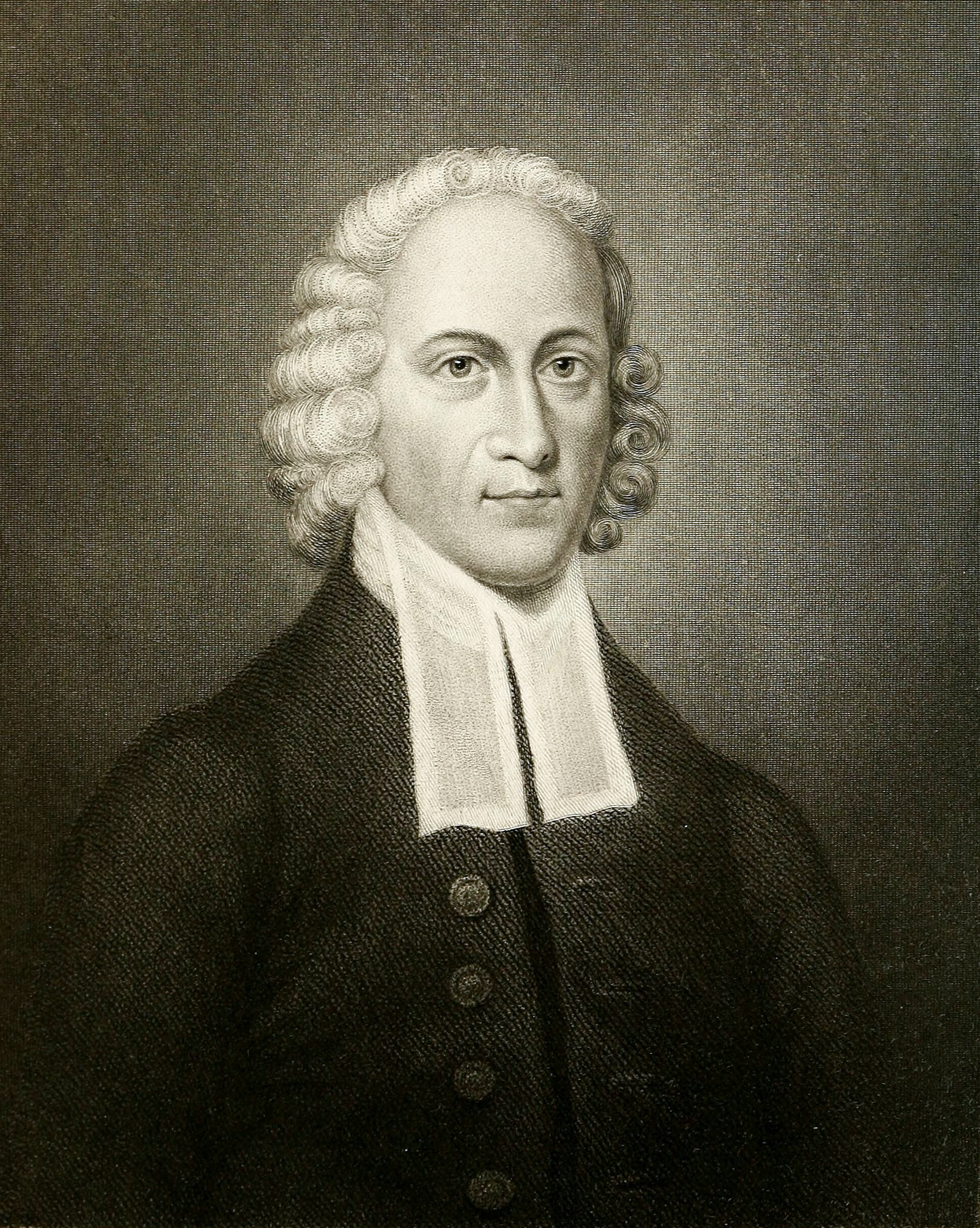
Gravur von Jonathan Edwards von R. Babson und J. Andrews

Der Großvater von Jonathan Edwards mütterlicherseits, Solomon Stoddard, war schon Pfarrer in Northampton.
Der Vater von Jonathan Edwards war Timothy Edwards (1669–1758), seine Mutter war Esther Stoddard Edwards (1672–1770). Timothy Edwards war Harvard-Absolvent und arbeitete als Pastor in Windsor, nachdem er am 6. November 1694 Esther Edwards Stoddard geheiratet hatte. Esther Edwards Stoddard war eine Tochter von Pastor Solomon Stoddard.
Jonathan Edwards wurde am 5. Oktober 1703 in East Windsor (Connecticut) geboren. Er hatte zehn Schwestern. Die meisten waren später mit einem Pfarrer verheiratet.
Timothys Vater war Richard Edwards (1647–1718). Er stammte ursprünglich aus Wales und war ein erfolgreicher Küfer und Händler in Hatfield (Massachusetts). Richards Vater seinerseits, also der Großvater von Jonathan Edwards mütterlicherseits, war William Edwards (1618–1680), der Sohn von Ann Edwards, die in zweiter Ehe mit James Coles verheiratet war. In der Gruppe um Thomas E. Hooker II. (1586–1647), welche 1636 in Hartford (Connecticut) das Zentrum der Connecticut-Kolonie gründeten, waren auch die verwitwete Ann und ihr Sohn William dabei. Ann arbeitete vor der Auswanderung zeitweise für den Haushalt von Elisabeth I. Ihr erster Mann war Richard Edwards (1590–1625), Pastor und Lehrer in London. Ihr Sohn William hatte viermal geheiratet. Aus der Ehe mit Agnes Heane Harris Spencer (1604–1680) wurde der Sohn Richard Edwards geboren, der Großvater von Jonathan Edwards.
Der Geburtsort von Jonathan Edwards war East Windsor Hill. In Windsor (Connecticut) wurde 1633 das erste Siedler-Haus von Connecticut gebaut. Der Ort ist im National Register of Historic Places aufgeführt und war damals ein Teil der Gemeinde Windsor. Aufgrund der Gemeinde-Teilungen gehört East Windsor Hill heute zu South Windsor (Connecticut).
Am 28. Juli 1727 heiratete Jonathan Edwards Sarah Pierpont (1710–1758), Tochter von Yale-Mitbegründer James Pierpont (1659–1714). Zu dessen Nachfahren gehören u. a. der Bankier John Pierpont Morgan und James Lord Pierpont, dem Komponisten des Liedes Jingle Bells. Der Familienname stammt ursprünglich aus Holme-Pierrepont in Nottinghamshire (England). James Pierponts dritte Frau und Mutter von Sarah war Mary Pierpont Hooker (1673–1740), Tochter von Reverend Samuel Hooker (ca. 1634–1697) und Enkelin von Thomas E. Hooker II., des Chefgründers der Connecticut-Kolonie.

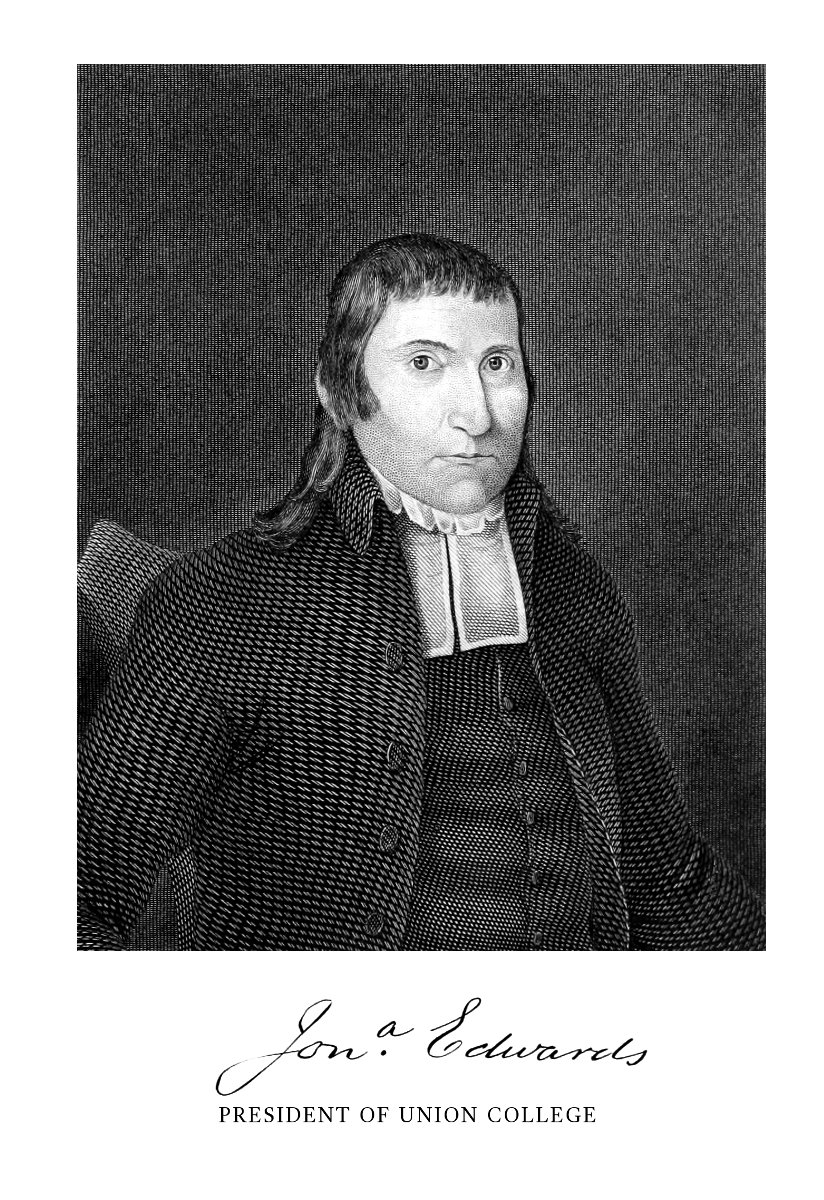
Jonathan Edwards Jr.

Sarah Edwards Pierpont brachte drei Knaben und acht Mädchen zur Welt.
Jonathan Edwards, der immer kränklich war, starb am 22. März 1758 an den Folgen einer Impfung gegen die Pocken (die Methode der Vakzination war noch nicht bekannt).
Die Nachfahren von Jonathan Edwards haben ihren Söhnen häufig die Namen Jonathan, John und Timothy gegeben. Aus Jonathan Edwards Familie entstammen viele Geistliche. Jonathan Edwards jr. (1745–1801) wurde Pastor und Linguist in verschiedenen irokesischen und algischen Sprachen sowie in der linguistischen Klassifikation der neuen Welt. Zudem amtierte er als Präsident des Union College in Schenectady (New York).
Gemäß einer Untersuchung von Albert E. Winship bis zum Jahr 1900 gibt es unter den Nachfahren von Jonathan Edwards 13 Präsidenten in Institutionen des höheren Bildungswesens, 65 Professoren und viele andere wichtige Persönlichkeiten. Jonathan Edwards’ Sohn Pierpont Edwards (1750–1826) saß im Kontinentalkongress und wurde US-Bundesrichter. Dessen Sohn Henry W. Edwards (1779–1847) war Gouverneur von Connecticut, Senator und Kongressabgeordneter. Einer von Jonathans Enkeln, Timothy Dwight IV. (1752–1817), wurde 1795 Präsident des Yale College (seine Mutter war Jonathans Tochter Mary Edwards (1734–1807)). Ein anderer Enkel, Aaron Burr jr. (1756–1836), war Vizepräsident der USA von 1800 bis 1804. Seine Mutter war Esther Edwards Burr, die Tochter von Jonathan Edwards.

## Ausbildungszeit
Der Vater Timothy Edwards erkannte die sehr vielversprechende intellektuelle Begabung von Jonathan schon sehr früh. Die Eltern erzogen Jonathan schon früh zu einem disziplinierten und korrekten Lebensstil. Schon mit elf oder zwölf Jahren hatte Jonathan neben dem Latein u. a. auch das Werk von Isaac Newton über Optik durchgearbeitet. Kurz vor dem vollendeten 13. Lebensjahr (1716) nahm Jonathan Edwards das Studium der Theologie an einer 1706 gegründeten Kollegiatenschule auf, die 1716 von Saybrook (Connecticut) (heute Deep River (Connecticut)) nach New Haven (Connecticut) umsiedelte und seit 1718 unter der Bezeichnung Yale College bekannt ist (der Begriff Yele University stammt von 1887). Jonathan Edwards graduierte als Erster seiner Klasse im September 1720 zum Master of Arts in Theologie. Während der Zeit der Reifung war sich Jonathan nicht immer sicher, ob er als Pastor amtieren würde. Jonathan Edwards schreibt über sich, dass er erst mit 18 Jahren den wirklichen Glauben an Gott erfasst habe:

„Die Erfahrung jener inneren Wonne an Gott und an den Dingen Gottes, in denen ich mich seither so oft befunden habe, geschah, als ich die Worte las: ‚Dem König der Zeitalter aber, dem unverweslichen, unsichtbaren, alleinigen Gott, sei Ehre und Herrlichkeit von Ewigkeit zu Ewigkeit! Amen.‘ (1 Tim 1,17 ). Als ich diese Worte las, drang ein Empfinden der Herrlichkeit der Gottheit in meine Seele; es war dies ein neues Empfinden, das sich gänzlich von allem unterschied, was ich je gekannt hatte. Nie waren mir irgendwelche Worte der Bibel so vorgekommen wie diese. Ich dachte bei mir, wie herrlich dieses göttliche Wesen ist und wie glücklich ich sein müsste, könnte ich mich dieses Gottes erfreuen und, in Ihn gehüllt, zu Ihm in den Himmel hinaufgenommen werden, um gleichsam auf ewig von Ihm verschlungen zu werden.“

1722 zog Jonathan Edwards nach New York, wo er seine erste Stelle als Pfarrhelfer in einer schottischen presbyterianischen Gemeinde in der William Street antrat. Dort blieb er acht Monate, wollte aber nicht bleiben und nach zwei weiteren Monaten Haus-Studium ging er nach Yale zurück. Zunächst wollte er einem Ruf nach Bolton (Connecticut) folgen, als eine Anfrage von Yale eintraf.
Der Yale-Rektor Timothy Cutler (1684–1765) gab zusammen mit zwei Tutoren und vier Geistlichen am 12. September 1722 zum Entsetzen der Allgemeinheit ihren Wechsel zur Church of England und damit zur Episkopalkirche bekannt. Cutler wurde daraufhin entlassen und wechselte an die Christ Church in Boston. Edwards war in Yale vom 21. Mai 1724 an Tutor und blieb bei seinen calvinistischen Ansichten. 1726 wurde Edwards Cousin, Elisha Williams (1694–1775), der Sohn von William Williams sr. (ca. 1665–1741) (Schwiegersohn von Solomon Stoddard), zum Rektor gewählt und blieb in diesem Amt bis 1739. Unter Elisha Williams hatte Jonathan Edwards in Wethersfield (Connecticut) einige Jahre zuvor studiert, als die Kollegschule noch an verschiedenen Orten organisiert war. Zeitgenössische Kritiker hatten Harvard kritisiert, dass die älteste neuenglische Hochschule in den Latitudinarismus und Yale sogar in den Enthusiasmus abgleiten würde (Enthusiasmus war ein verächtlich gemeintes Wort, mit welchem viele Puritaner die Antinomisten und die Quäker bezeichneten). Dies wurde verstärkt, als Yale eine Schenkung von 880 wertvollen Büchern entgegennahm und damit an die öffentlich viel diskutierte Kontroverse einer anglikanisch angehauchten Bücherschenkungs-Episode von 1714 erinnerte.

## Northampton
Am 15. Februar 1727 wurde Jonathan Edwards ordiniert, um von seinem Großvater Solomon Stoddard die Leitung der kongregationalistischen Kirchgemeinde in Northampton (Massachusetts) zu übernehmen. Die Stadt wurde 1654 gegründet und hatte zur Zeit der Amtsübernahme von Edwards über 200 Familien. Es hätte auch viele andere gute Persönlichkeiten für dieses Amt gegeben, aber auf Jonathan Edwards ruhten aufgrund seines Werdegangs am meisten Hoffnungen.
Am 29. Oktober 1727 wurde Neuengland von einem heftigen Erdbeben erschüttert, das Tote, Verletzte und viele zerstörte Häuser verursachte. Die Kolonisten strömten darauf in die Kirchen. Northampton war ab 1731 ein sehr wichtiger Ort in der Erweckungsbewegung, die vor allem ab 1740 als das sogenannte Great Awakening bekannt ist.
Jonathan Edwards beschreibt die Leute in seiner Gegend als gleich nüchtern wie in ganz Neuengland. Die Verdorbenheit sei aufgrund der Distanz zu den Seehäfen aber nicht so weit fortgeschritten. Die Ordnung des Landkreises und die Reinheit der christlichen Lehre sei eine Folge der großen Fähigkeiten und der ausgezeichneten Frömmigkeit seines Großvaters und Amtsvorgängers Solomon Stoddard. Auch die Querelen seien in der Gegend weniger als sonst wo, außer bei der Springfield-Disputation.
Über den ersten Reverend der Stadt, Eleazer Mather, hatte Edwards nur lobende Worte. Seine Leute hätten ihm hohe Wertschätzung entgegengebracht, genau so wie Mathers Nachfolger Solomon Stoddard gegenüber. Der größere Teil der jungen Leute der Stadt sei um ihre ewige Errettung wirklich besorgt gewesen. Nach dem Tod von Stoddard, der fünf Erweckungszeiten erlebt hatte, entdeckte Edwards eine Zeit der außergewöhnlichen Dumpfheit gegenüber dem christlichen Glauben, weil es Saufereien und Lüsteleien aller Art gab. Die Führung der Familien sei ungenügend gewesen. In der Stadt habe es zwei Parteien gegeben, die bei allen Gelegenheiten einander widersprochen hätten.

### Erweckung 1734/35
Danach stieg die geistliche Betroffenheit wieder. Der Austausch zwischen den Menschen wurde durch Treffen in den Stadtteilen gefördert. So wurde die Unruhe unter der Jugend eingedämmt. Viele Jugendliche waren tief betroffen durch den Tod eines jungen Mannes, der innerhalb weniger Tage an einer Brustfell-Entzündung starb, sowie durch zwei andere Todesfälle. Aufgrund der Ausbreitung des Arminianismus gab es viel Unruhe bezüglich der Bedeutung des Glaubens.

„Viele, die sich selber als christuslos einschätzten, schienen erweckt zu werden, aus Angst davor, Gott könnte sich aus dem Land zurückziehen und wir der Irrlehre und korrupten Prinzipien hingegeben würden und damit die Möglichkeit, Errettung zu erhalten, vertan sei. Viele, welche ein wenig an der Wahrheit der Lehre gezweifelt hatten, wurden belehrt, und sie hatten infolgedessen Angst über ihre Zweifel in der Art, dass es an ihnen zu ihrem ewigen Schaden vorbeigehen könnte. Und sie machten den Eindruck, mit viel Betroffenheit und Engagiertheit, den nötigen Weg einzuschlagen, um von Gott angenommen zu werden.“

Jonathan Edwards reagierte mit seinen Predigten auf die lehrmäßige Verunsicherung. So gab es wieder eine allgemeine Befriedigung und einen Respekt bezüglich der hauptsächlichen Glaubens-Wahrheiten. Im Dezember 1734 gab es einen bemerkenswerten himmlischen Segen. Der Geist Gottes wirkte außergewöhnlich und wirkte wunderbar in der Gemeinde, wie Edwards berichtet. Im Winter 1734 war die Erweckung so stark, dass der Alltag davon beeinträchtigt wurde. Innerhalb von nur sechs Monaten seien fast 300 Leute in die Kirche eingetreten. Auch von auswärts kamen Leute hinzu. In der Zwischenzeit wurden auch andere Gemeinden in Neu-England vom Geist Gottes erfasst und viele Leute gaben ihr Herz Jesus Christus. In der Gegend von Northampton bekehrten sich rund 300 Leute und neu nahmen 620 Menschen am Abendmahl teil. Nie war die Stadt so voller Liebe, Freude und Entspanntheit, wie in diesen Tagen, notierte Edwards.
Im Mai 1735 spürte Edwards, dass sich der Geist Gottes stufenweise zurückzog. Nach seiner Einschätzung wurde der Widersacher wütend, und es verbreitete sich Melancholie. Ein Prominenter aus seiner näheren familiären Umgebung beging sogar Selbstmord, was weitherum Entsetzen auslöste. Im gleichen Jahr machte Jonathan Edwards nach der besonders arbeits- und erlebnis-intensiven Phase in Northampton eine längere Reise, um körperlich wie mental wieder gesund zu werden. In jener Zeit begann die Vorherrschaft des konservativen Calvinismus im Connecticut-Tal zu bröckeln. Die Pfarrvereinigung Hampshire Association of Ministers konnte in Absenz des reisetätigen Jonathan Edwards zwar die Ordination des Arminianers Robert Breck an die Erste Kirche in Springfield (Massachusetts) verhindern. Vom Volkszorn angestachelt wurde Breck für kurze Zeit sogar arrestiert. Die Inhaftierung eines Geistlichen löste jedoch eine Lawine von entrüsteten Stellungnahmen aus. Die Debatte über die eigentlichen Lehrfragen wurde durch eine Diskussion über Autorität abgelöst. 1736 wurde Breck in Boston trotzdem ordiniert und im Oktober 1741 auch wieder zu einem Treffen der Hampshire Association eingeladen.
Seit 1733 wurde in der Kirchgemeinde Northampton über ein neues Gebäude erfolglos diskutiert. Ein formaler Beschluss für ein neues Gebäude wurde am 5. November 1735 gefasst. Ein definitiver Anstoß dazu kam von einem Unfall am 13. März 1737. Die große Menge der Gläubigen in der Kirche ließ die rückseitige Empore während einer Predigt von Jonathan Edwards einstürzen. Was leicht mit Dutzenden von Toten hätte enden können, resultierte wundervoll in ein paar wenigen Leichtverletzten. Ein Ersatzbau für die 1664 gebaute zweite Kirche war bei der Diskussion über die Neuvergabe der Kirchensitze verhindert worden, die nach der damaligen sozialen Rangordnung entsprechend verkauft wurden. Frauen und Männer durften nicht beieinander sitzen. Trotz diesen Verzögerungen gelang es, am 25. Dezember 1737 ein neues Versammlungsgebäude zu beziehen. Gemäß den Aufzeichnungen von Ebenezer Hunt wurde am 5. Mai 1738 die alte Kirche abgerissen.

### Erweckung 1740/41
Am 15. Oktober 1740 besuchte der methodistische Reise-Prediger George Whitefield (1714–1770) Northampton, wo er fünfmal predigte und einmal in Hatfield. Edwards notierte, dass fast die ganze Versammlung während einer großen Zeit der Predigt Tränen in den Augen hatte. Whitefield war so gerührt, dass er vor allem von den Tröstungen und Vorrechten der Christen und der reichlichen Ausgießung des Heiligen Geistes auf sie sprach. In dieser Erweckungszeit gab es auch seelische Übertreibungen, die schon zeitgenössisch unterschiedlich interpretiert wurden. Der Besuch des geistlich gesegneten, rhetorisch talentierten und vom Sentimentalismus geprägten Whitefield hatte erweckliche Aufbrüche während fast zwei Jahren zur Folge und knüpfte an die im ganzen Connecticut-Tal erlebte (puritanische) Erweckungszeit von 1734 bis 1735 an. Whitefield besuchte hunderte von Städten und Dörfern in den britischen Kolonien in Nordamerika. Er gilt neben Jonathan Edwards als der wichtigste Prediger der großen Erweckungsbewegung. Die große Erweckung ist auch der Beginn des Methodismus in den Vereinigten Staaten von Amerika. Die neuen oder neu erweckten Gläubigen kehrten im Wesentlichen aber nicht zu den früheren Loyalitäts-Arten der alt-puritanisch geprägten Gesellschaftsordnung Neuenglands zurück. Es war vor allem ein geistlicher Aufbruch. Durch die neuen Siedler und die neuen Ansichten veränderte sich die Gesellschaft laufend.

### Weggang von Northampton
Offiziell am 22. Juni 1750 musste Edwards nach Konflikten die Gemeinde in Northampton verlassen. Konkreter Anlass war unter anderem, dass Jonathan Edwards wollte, dass nur zu Jesus Christus bekehrte Leute, die das auch öffentlich bekennen, am Abendmahl teilnehmen und Mitglied der Kirchgemeinde werden können. Ab 1744 stand er offen dazu. Die calvinistische Bekenntnis-Tradition war schon in der Genfer Kirchenordnung unter dem Reformator Johannes Calvin verankert. Jonathan Edwards sah von seinem Gewissen her keinen Weg, die eher offene Abendmahls-Tradition seines praktisch denkenden und von ihm sonst hochgeschätzten Großvaters Solomon Stoddard weiterzuführen. Dieser meinte, wer Hoffnung habe, ewig gerettet zu werden, solle am Abendmahl teilnehmen. Damit stellte sich Edwards in den Augen seiner Gegner gegen den seit 1662 vom General Court (Parlament von Massachusetts) empfohlenen Half-Way-Covenant, der zu jener Zeit in vielen Kirchen Neuenglands gebräuchlich war. Der Konflikt lag jedoch tiefer: In Neuengland wurde das Verhältnis von Kleriker-Autorität und Laien-Autorität innerhalb der Kirchen in jenen Tagen häufig und auch emotional diskutiert. Wie so oft in kirchlichen Konflikten begannen auch hier soziale Unterschiede an theologischen Befindlichkeiten zu kondensieren. Jonathan Edwards erkannte, dass eine zu offene Abendmahls-Politik dazu führte, dass es zwischen Kirchgemeinde und Einwohnergemeinde gar keinen Unterschied mehr geben wird. Jonathan Edwards schien die dadurch nötig werdende Ausdifferenzierung der Kirche zu einer Volkskirche und zu einer separaten Bekenntniskirche vorauszuahnen.

## Stockbridge
Jonathan Edwards wirkte nach seiner Zeit in Northampton einige Jahre in der Kirchgemeinde des Grenzdorfes Stockbridge (Massachusetts). Die Arbeit war überaus schwierig. Konflikte mit dem dominierenden Williams-Clan und ihrem teilweise kritisierten Verhalten den Indianern gegenüber, Armut, schwere Krankheit und die Bedrohung von denjenigen Indianern, die von den Franzosen angestachelt wurden, waren fast dauernd vorhanden. Trotz all dieser Schwierigkeiten verfasste Edwards 1752 sein abschließendes Werk über den Abendmahlsstreit (Misreprentations Corrected, and Truth Vindicated.), und es gab eine Schule für die Mohawks. 1754 lief es Edwards in Stockbridge gut, doch noch während seiner Amtszeit begann der Siebenjährige Krieg genannte Konflikt, der in den USA French and Indian War (1754–1763) heißt. 1753 und 1754 war Edwards teilweise schwer krank. Im September 1754 wurden vier Menschen von französisch angestachelten Indianern umgebracht. Die einquartierten Truppen mussten verköstigt werden. Doch einige der Mohawks, die früher lasterhaft lebten, wollten in die Nachfolge Christi treten. Edwards sorgte sich uneigennützig für das ganze Wohl der ihm anvertrauten Menschen und hielt teilweise vier Predigten am Sonntag, zwei für die weißen Siedler, einen für die Housatonic und einen für die Mohawks.

„Als ich erst sechs Jahre alt war, zog mein Vater mit seiner Familie nach Stockbridge, das zu diesem Zeitpunkt fast ausschließlich von Indianern bewohnt war, weil es in dem Ort nur 12 Familien der Weißen (also der Angloamerikaner), aber immerhin 150 indianische Familien gab. Die Indianer waren unsere nächsten Nachbarn, darum war ich fortwährend mit ihnen zusammen. Ihre Jungen waren meine täglichen Schulkameraden und Spielgefährten. Ausserhalb meines Vaterhauses habe ich selten etwas anderes als die Sprache der Indianer gehört. Dadurch habe ich sie gelernt und konnte sie sehr gut sprechen. Sie wurde mir vertrauter als meine Muttersprache. Ich kannte die Bezeichnungen für manche Dinge auf Indianisch, nicht aber auf Englisch.“

1754 kam Jonathan Edwards’ Buch über den freien Willen (On the Will) heraus. Schon vor dem Erscheinen gab es 298 Vorbesteller, davon 42 aus Schottland. Der Mensch habe zwar die Fähigkeiten zur Freiheit, aber diese seien moralisch falsch ausgerichtet. Edwards meinte, dass der Mensch nicht frei sei, dasjenige zu wählen, das den sündigen Neigungen entgegenstehe. Was könne den Menschen mehr darin bestärken, in den eigenen Sünden zu verharren, als die Einbildung, seine Errettung sei jederzeit möglich und deren Zeitpunkt liege in der eigenen Hand.

„Es ist bemerkenswert, dass Edwards bei der Verteidigung des Calvinismus mit den Irrtümern betreffs der Natur des menschlichen Willens begann. Das große Ziel seines Buches besteht darin, sowohl mithilfe der Vernunft als auch anhand der Schrift aufzuzeigen, wie man an der biblischen Lehre von der Verantwortlichkeit des Menschen beständig festhalten kann und gleichzeitig den arminianischen Glauben an die Fähigkeit des Menschen zur freien Willensentscheidung ablehnen muss.“

## Princeton
Schon im September 1752 besuchte Jonathan Edwards das College of New Jersey (ab 1896 Princeton-Universität) und hatte ermutigende Gespräche. Das College wurde vom interimistischen Gouverneur John Hamilton 1746 gegründet. 1757 wurde Jonathan Edwards dorthin berufen und am 16. Februar 1758 ins Amt eingeführt. 1812 entstand durch Beschluss der Presbyterianischen Kirche und mit Hilfe des College das Princeton Theological Seminary.

## Werke

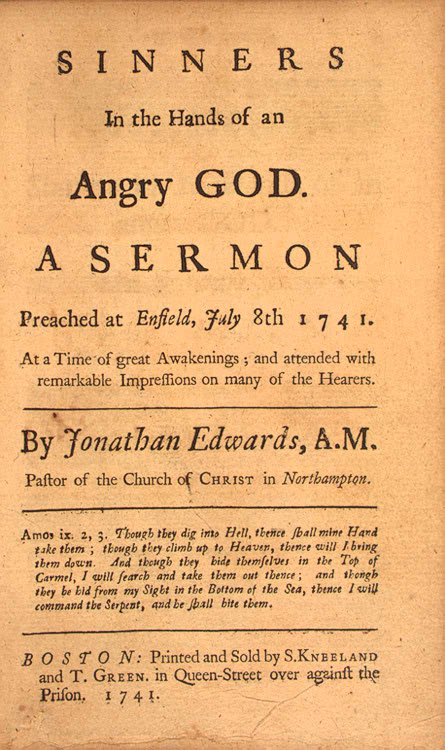
Sinners in the Hands of an Angry God, Predigt gehalten in Enfield am 8. Juli 1741.

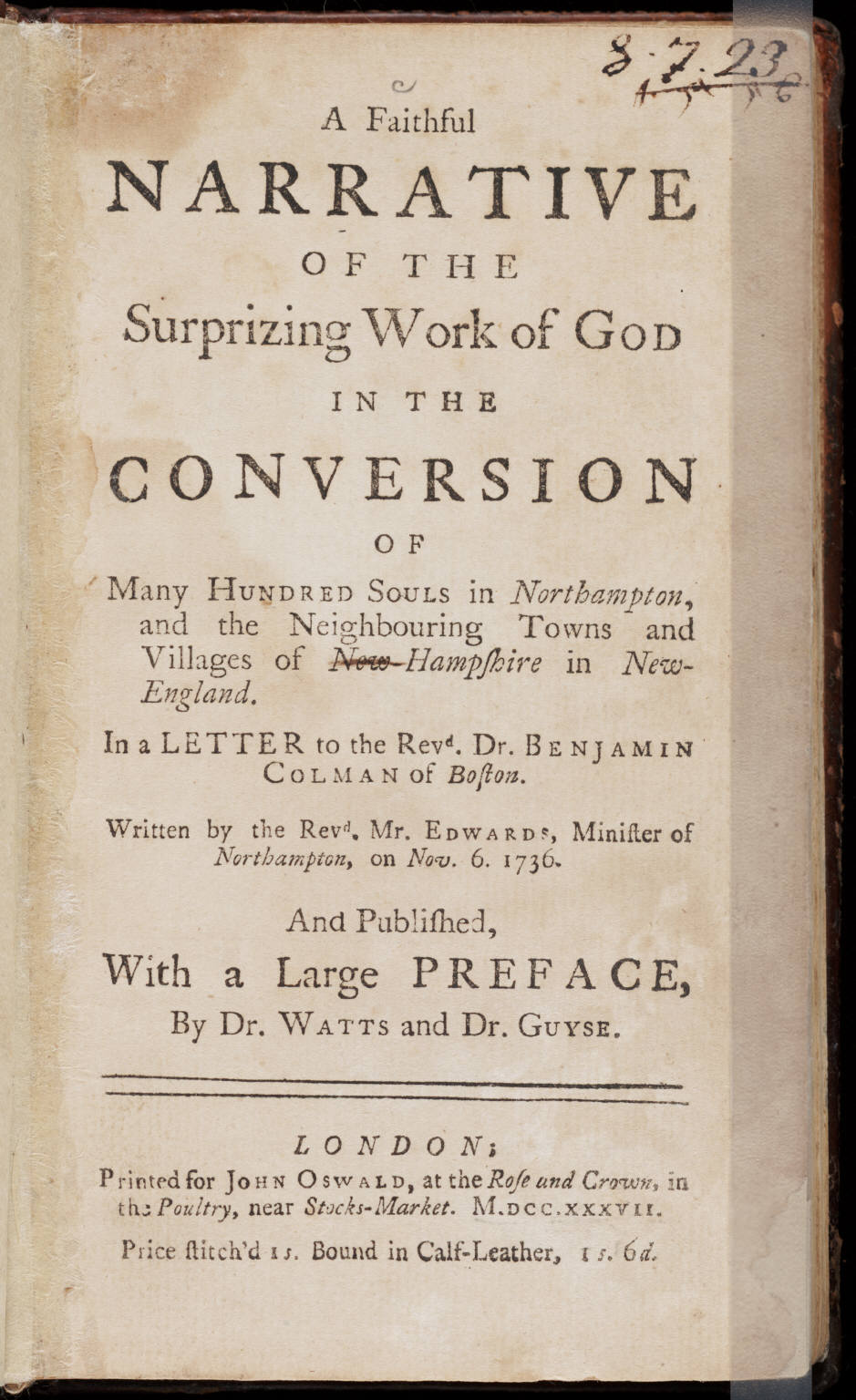
A Faithful Narrative of the Surprizing Work of God in the Conversion of Many Hundred Souls in Northampton, London 1737

Die Yale-Universität hat 1957 begonnen, die Works of Jonathan Edwards herauszubringen. In den letzten fünfzig Jahren sind 26 Bände erschienen. Die Arbeit ist aber noch nicht abgeschlossen. Die Texte sind auch online verfügbar.
Unter den vielen Werken Edwards, gehören folgende zu den Bekanntesten:
- Sinners in the hands of an angry god (1741)
- Treatise concerning religious affections (1746)
- A vindication of the gospel doctrine of justifying faith (1746)
- Dissertation Concerning the Nature of True Virtue (1754)[48]

Auf Deutsch erschienene Werke von Jonathan Edwards:
- Das Leben von David Brainerd. Tagebuch eines Indianermissionars.[49]
- Die Sünder in den Händen eines zornigen Gottes.[50]

### Sünder in den Händen eines zornigen Gottes
Dieser Aufsatz (im Original Sinners in the Hands of an Angry God) von Jonathan Edwards basiert auf seiner Predigt, die er am 8. Juli 1741 in Enfield hielt, basierend auf dem Bibeltext von (5 Mos 32,35 ). Hier wird eindrücklich und mit scharfen Worten die Realität des Zornes Gottes beschrieben und die drohende Gefahr, unter der ein unbekehrter Mensch lebt. Auf viele Menschen machte diese Predigt einen großen Eindruck, sodass sie immer wieder nachgedruckt wurde.

„Ihr alle, die ihr die große Wandlung des Herzens noch nicht erlebt habt, welche die gewaltige Kraft des Geistes Gottes in euren Seelen zu bewirken vermag; ihr alle, die ihr also noch nicht zum zweiten Male geboren und damit zu neuen Kreaturen geschaffen wurdet, die ihr also noch tot seid in euren Sünden und noch nicht in das neue, bisher noch unbekannte Licht und Leben emporgehoben wurdet, ihr alle seid noch in den Händen eines zornigen Gottes. Euer Lebenswandel mag sich in vielen Beziehungen noch so sehr gebessert haben; ihr mögt religiöse Neigungen haben und in euren Familien wie im Kämmerlein und im Hause Gottes eine gewisse Form der Religion pflegen – es ist dennoch nur sein bloßer Wille, der euch in diesem Moment davor bewahrt, vom ewigen Verderben verschlungen zu werden.“

## Wahrnehmung
Man sagt Jonathan Edwards einen Einfluss auf den amerikanischen Transzendentalismus nach. Von besonderer Bedeutung ist Edwards’ History of the Work of Redemption, ein auf einer Predigtreihe von 1739 gründendes Werk, das Geschichtstheologie auf neue Weise konzipiert und auf die moderne Geschichtsphilosophie vorausweist.
Wie viele protestantische Theologen des 18. Jahrhunderts versuchte Jonathan Edwards, die Heilslehre Johannes Calvins mit der Aufklärungsphilosophie John Lockes und der Gedankenwelt Isaac Newtons zu verbinden. Berühmt wurde im Zusammenhang des Great Awakening seine Predigt Sünder in der Hand eines zornigen Gottes (Sinners in the hand of an angry God).

„Niemand hat mehr Bedeutung für den gegenwärtigen Zustand der Christenheit als Jonathan Edwards … Er war ein gewaltiger Theologe und gleichzeitig ein grosser Evangelist … Er war vor allem der Erweckungstheologe. Wenn wir irgendetwas über wahre Erweckung wissen wollen, ist Edwards der Mann, den wir fragen sollten …“

„Edwards hatte eine wunderbare Fähigkeit, die Auswirkungen von weit verbreiteten Annahmen der Christen zu ihren logischen Schlussfolgerungen durchzudenken, manchmal mit entnervenden Resultaten. Nicht jeder wird übereinstimmen mit all seinen Prämissen und wird sich darum nicht veranlasst sehen, seine Schlussfolgerungen zu teilen. Nichtsdestotrotz tut jeder gut daran, über Edwards Sicht der Wirklichkeit und seine ehrfurchtgebietenden Auswirkungen nachzusinnen.“

„Von Edwards als dem geistlichen Vater geht die Neu-England-Theologie aus, welche die amerikanische Erweckungstheologie bis heute prägte.“

„Er war zweifelsohne einer der berühmtesten Prediger, Theologen und Intellektuellen im Amerika seiner Zeit“

## Gedenktag
22. März in der Evangelisch-Lutherischen Kirche in Amerika ELCA.